# Font del Prat (Granera)

La Font del Prat, respecte del terme de Granera

La Font del Prat és una font del terme municipal de Granera, a la comarca del Moianès. L'aigua de la font conté ferro.
Està situada a 570 metres d'altitud, en el centre del terme. És a l'extrem nord-oest del Prat de Bigues, a llevant del punt quilomètric 9,3 de la carretera BV-1245. És a migdia del Barri de Baix, i al sud-est del Barri del Castell i de la Font de la Torre.